# Vyšný Hrabovec
Vyšný Hrabovec és un poble i municipi d'Eslovàquia. Es troba a la regió de Prešov, al nord del país.

## Història
La primera referència escrita de la vila data del 1408.

## Demografia
| Godina             | 1994 | 2004   | 2014 | 2024   |
| ------------------ | ---- | ------ | ---- | ------ |
| Nombre de persones | 198  | 200    | 180  | 188    |
| Diferència         |      | +1,01% | −10% | +4,44% |

| Godina             | 2023 | 2024   |
| ------------------ | ---- | ------ |
| Nombre de persones | 192  | 188    |
| Diferència         |      | −2,08% |